# Собібор (винищувальний табір)
51°26′49″ пн. ш. 23°35′39″ сх. д. / 51.446992° пн. ш. 23.594136° сх. д.

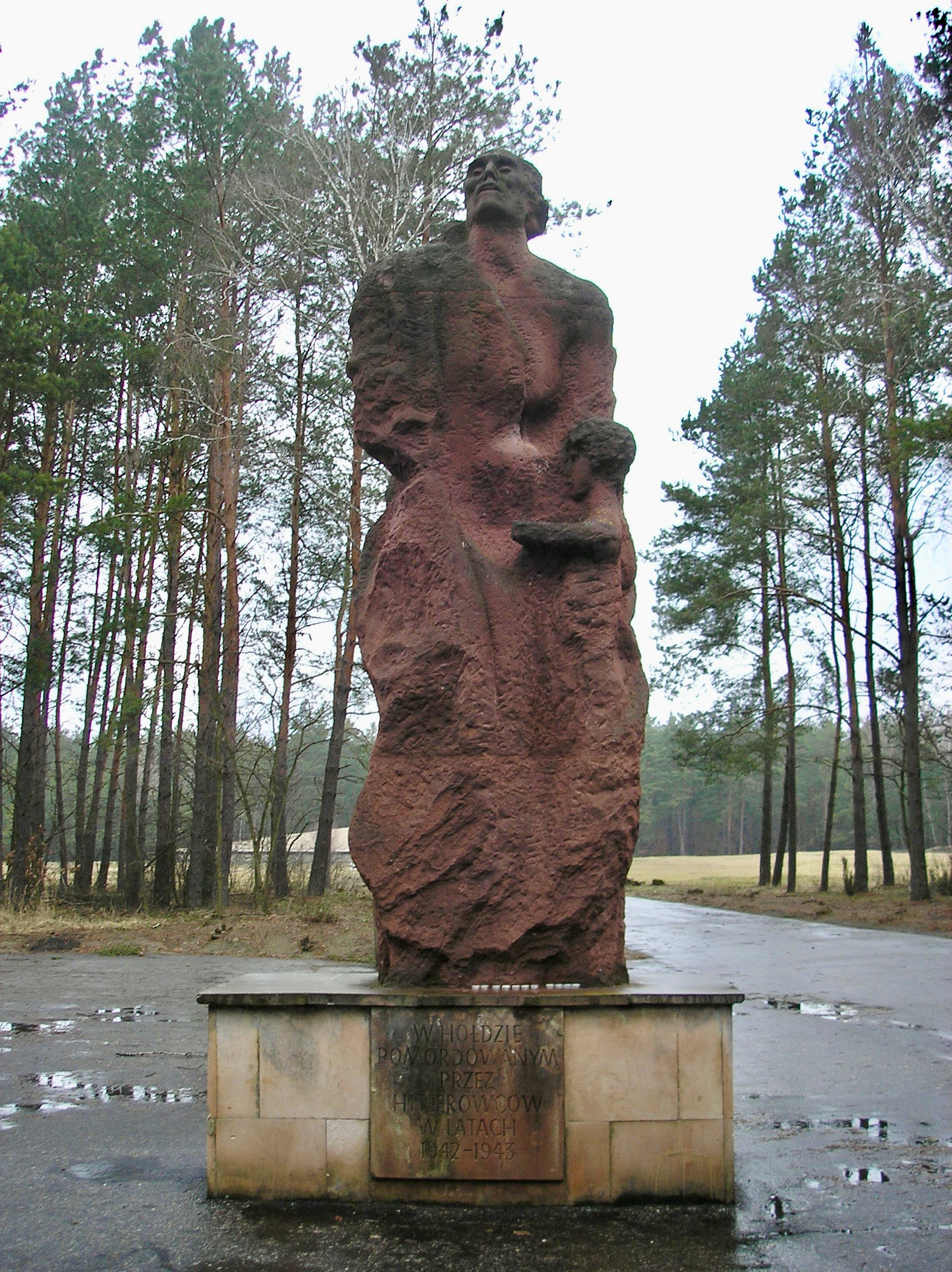
Монумент в Собіборі

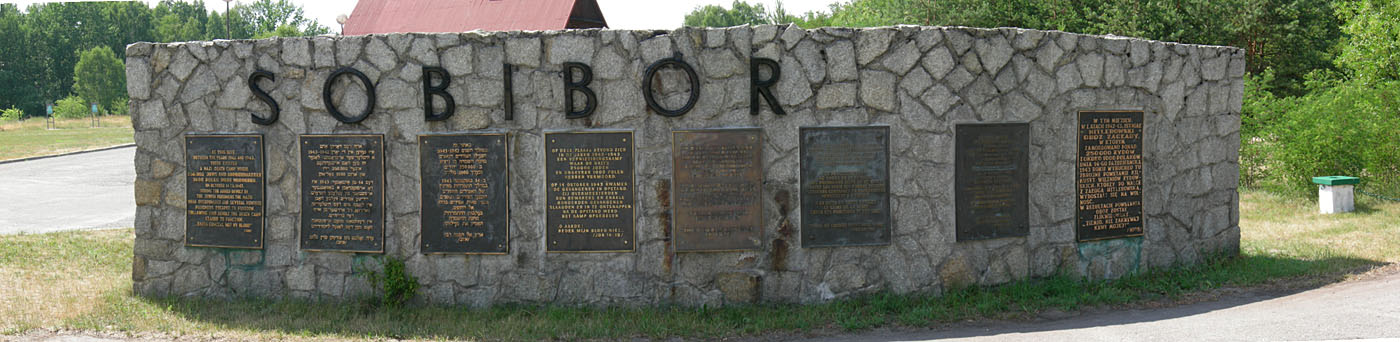
Меморіал при вході на терени концтабору

Собібор (пол. Sobibór, нім. SS-Sonderkommando Sobibor) — концентраційний табір, організований нацистами поруч з українським селом Собібор (сьогодні в Польщі), на сучасному польсько-українському кордоні. Околиці Собібору межують з північною частиною Волинської області, і прилягають зі заходу до нац. заповідника Шацькі озера. Він діяв з травня 1942 по жовтень 1943. Тут було вбито близько 250 тисяч євреїв. Окрім концтабірної, село Собібор зажило 1947 року ще й виселенську «славу» (виселення українців села в Україну відбулося з 21 на 22 травня 1947 року).
Концтабір Собібор відомий повстанням в'язнів — німці вибирали з полонених євреїв хороших шевців, кравців, ювелірів, столярів для підсобних робіт. А ті організували напад на адміністрацію концтабору і втечу з нього. Упійманих німці жорстоко покарали: живцем обливали бензином, палили і закопували в ями.
За час функціонування, у таборі загинуло від 90 000 до 250 000 осіб.

## Передісторія

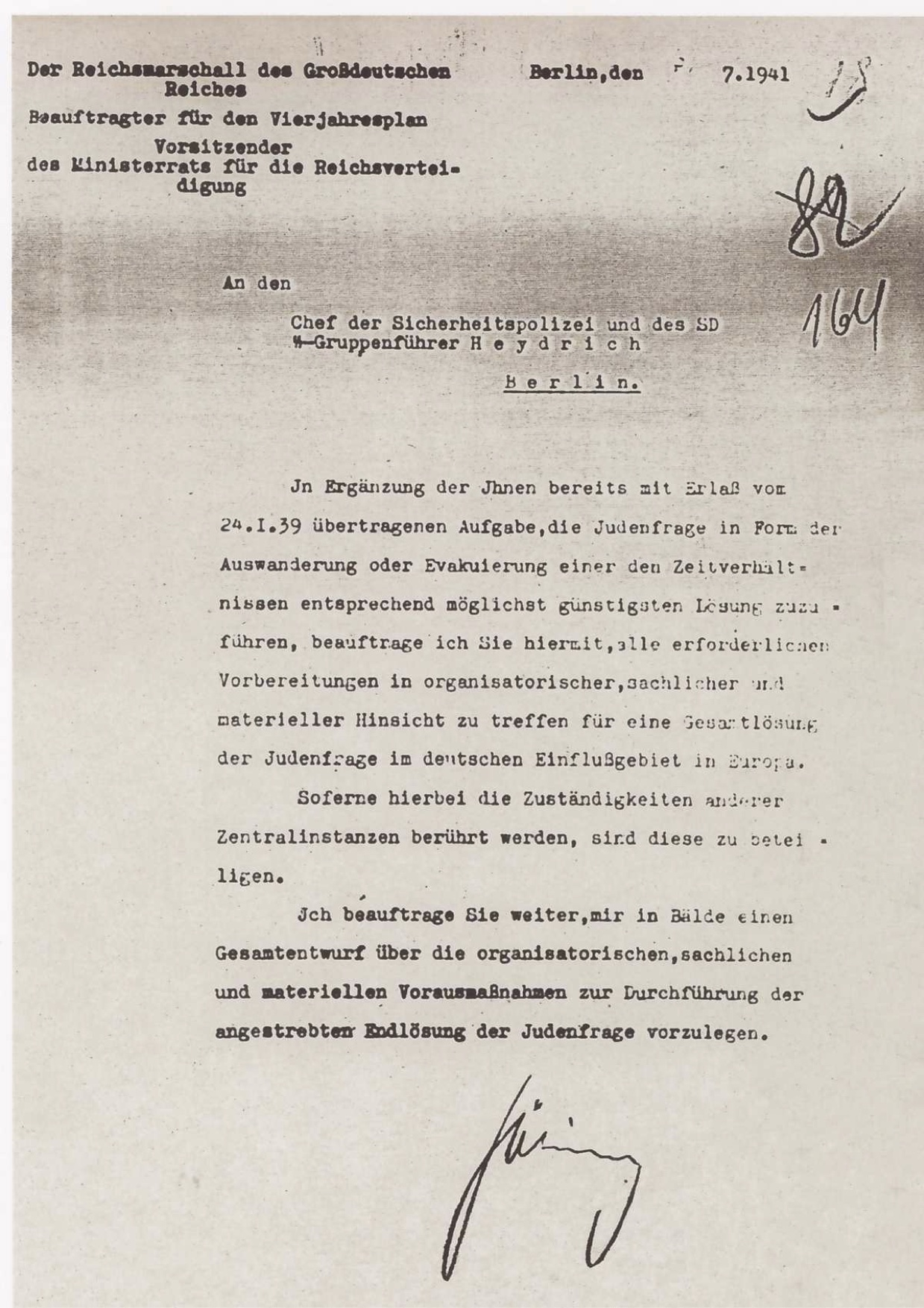
Письмовий доказ нацистських намірів «остаточного вирішення єврейського питання» — лист Герінга Гейдріху

В часи 2-ї Світової війни система концентраційних таборів в Німеччині набула нового вигляду. Якщо до військових дій (ще починаючи з 1933 року) це була система примусової праці чи методом впливу на інакомислячих та подавлення волі в частині верств німецького суспільства, то в часи війни вони перетворилися в суттєву структурну одиницю цих же військових компаній. Якщо в довоєнний період нацистський уряд вдавався до випадкових експериментів в німецькому суспільстві за допомогою концентраційних таборів (політично-репресійні, акція Т-4, перші спроби евтаназії, генні експерименти), то в часи військових кампаній німецький уряд отримав численний (майже необмежений) людський ресурс для своїх експериментів. Захоплені ідеями євгеніки та расової гігієни були як військова верхівка, так й медики чи політичні лідери. Тому на основі своїх «досліджень» німецький уряд почав впроваджувати в життя свої «напрацювання».
Одним з таких напрямків стало винищення етнічних груп чи жителів певної місцевості в системі концентраційних таборів, з метою безпосередньо заволодіти їх майном, а вже поготів ще й вдаючись до суспільно-етнічних експериментів. Поштовхом цьому стала 20 січня 1942 року Ванзейська конференція, яка стала апофеозом всієї пропагандистської машини щодо впровадження евтаназії та расових чисток на теренах Німеччини та захоплених територій. Її натхненниками були Рейнгард Гейдріх, Адольф Ейхманн, котрі своїм завзяттям на цій ниві захопили Адольфа Гітлера, який численними усними розпорядженнями спонукав своїх підлеглих втілити в життя ті расові ідеї. А вбивство в Чехії, одного з натхненників й ініціаторів «остаточного рішення єврейського питання» — начальника Головного управління імперської безпеки Рейнгарда Гейдріха прискорило весь цей процес. один з його послідовників та друзів — Оділо Глобочнік став «батьком» системи концентраційних таборів на території Польщі, і він був натхненником та став втілювачем операції Рейнгард (кодова назва державної програми Третього рейху по системному винищенню євреїв і циган та інших етнічних груп в генерал-губернаторстві Польща, а потім й за її межами).
Саме в ході операції Рейнгард було створено систему концентраційних таборів (як трудових, так й винищувально-трудових), коли на території Генеральної губернії були побудовані численні табори, починаючи від великих Аушвіц-Біркенау, Майданек, Треблінка й закінчуючи місцевими таборами-гетто майже в кожному містечку. А концентраційно-винищувальний табір Собібор був другим за ліком, який удостоїв своїми відвідинами сам Генріх Гіммлер й спеціалізувався, переважно, на винищенні єврейського населення: спочатку Польщі, а згодом й зі всієї Європи.

## Розташування концентраційного табору

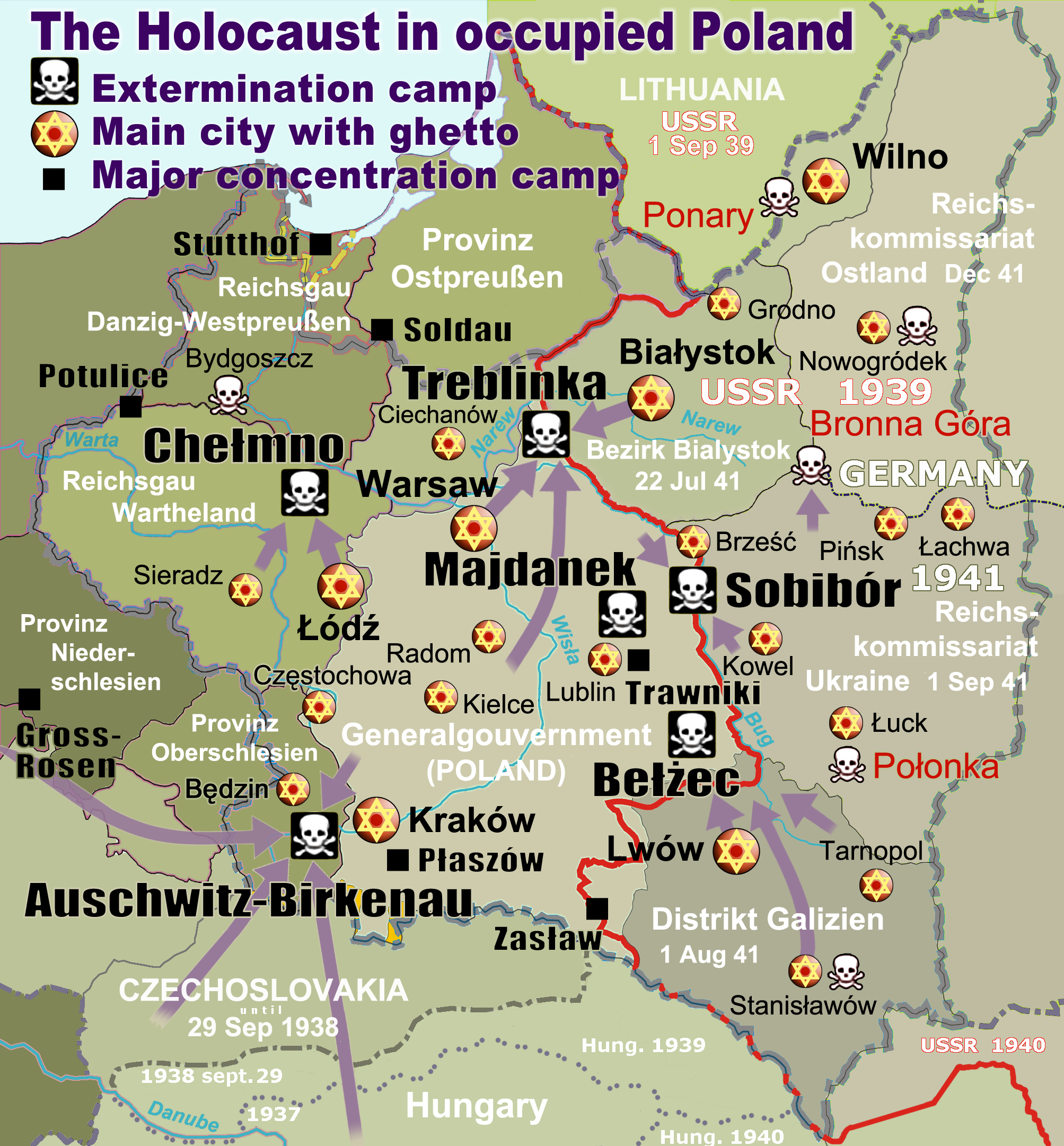
Концентраційні табори на території ІІ Речі Посполитої.

Концентраційний табір винищувального типу (теперішня назва — табір смерті) Собібор був розташований на сході Генеральної губернії поблизу колишнього українського (тепер польське) північно-волинського села Собібор (пол. Собібур) (тепер у Володавському повіті Люблінського воєводства на українському прикордонні).
Загалом сам концентраційний табір розташовувався поблизу села Собібор, яке лежало у східній частині Холмщини, неподалік від міста Холм — вздовж залізничної лінії на Володаву і лише за 5 кілометрів від річки Буг (по якій тепер проходить кордон між Польщею та Україною). Слід зазначити, що, при відправленні з рідних місць, цим «репатріантам» обіцялося перевезення на нові «землі заселення» і вказувалося, зокрема, що то буде на українській території. 
Табір знаходився в межах селища, більше того, він стояв з протилежної сторони (навпроти) самої залізничної станції Собібор, а станційні фасадні будівлі (станція, будинок лісника та поштове відділення) вводили в оману, затишної сільської місцевості, усіх привезених майбутніх в'язнів концентраційного табору. Слід зазначити, що вся ця місцевість лежала подалі від насичених транспортних та людських потоків, цю болотисту та малозаселену територію перетинала залізнична гілка, яка теж вважалася покинутою, забутою, та використовувалася лише при випадкових перевезеннях лісу.

## Структура концентраційного табору
Табір Собібор входив до числа трьох концентраційно-винищувальних таборів, створених на догоду расовому експерименту Операція Рейнгард і всю свою історію пов'язував з так званим «вирішенням єврейського питання». Цей табір був другим за ліком (після Бельжецького) і споруджувався та експлуатувався за одними й тими ж схемами, визначеними в ході «операції Рейнгард». Загалом вважалося, що це було маленьке закрите робоче містечко, зі всіма притаманними йому елементами, лише з численними охоронно-каральними засобами, яке на практиці стало машиною по знищенню людей.

### Побудова табору
Табір у Собіборі було вирішено збудувати за аналогією з Белжецьким, який незадовго до того був відкритий. Тому частина управлінців були переведені до Собібору для ведення й цієї будови.
У перші місяці 1942 року над округою літав невеликий літак, кружляючи над селом, він робив топографічні знімки. А згодом, до станції прибув потяг, під орудою двох офіцерів СС: Ріхарда Томалли, які працював до цього в SS-Zentralbauleitung містечка Замостя, та Баурата Мозера (Baurath Moser) з Холма. Вони ходили навколо станції та по окрузі, роблячи свої виміри, і в кінцевому підсумку була вибрана місцина в лісі навпроти залізничної станції.

## Історія табору
Табір був створений у рамках операції «Рейнхард», ціль якої — масове винищення єврейського населення, що проживало на території так званого «генерал-губернаторства» (території Польщі і Галичини, окупованих Німеччиною). Згодом у табір привозили євреїв з інших окупованих країн: Литви, Нідерландів, Франції, Чехословаччини та СРСР.

### Відкриття табору
Табір був розташований у лісі поруч із платформою Собібор. Залізниця закінчувалася тупиком, це повинно було сприяти збереженню таємниці. Табір оточували чотири ряди колючого дроту висотою три метри. Між третім та четвертим рядами простір було заміновано. Між другим і третім ходили патрулі. Вдень і вночі на вишках, звідки було видно всю систему загороджень, несли патруль вартівники. Начальство табору і внутрішня охорона складалися з німців, охорону по периметру табору несла група колишніх радянських військовополонених солдатів, між ними й українських.

### Кількість в'язнів
| - В 1942 році в табір прибуло: \| * Прибуття ешелону - mid-April - 3rd May - 5th May - 6th May - 7th May - 7th May - 8th May - 8th May - 9th May - 9th May - 10th May - 12th May - 12th May - ? May - * 12th — 15th May - 13th — 14th May - 14th — 15th May - 15th May - 15th — 16th May - 18th May - 21st — 23rd May - 23rd May - 25th — 30th May - ? May - ? May - ? May - ? May - ? May - ? May - ? May - 1st — 2nd June - 2nd June - June - 6nd June - 7th — 9th June - 8th June - 10th June - 10th −13th June - ? June - ? June - ? June - ? June - ? June - ? June - ? June - ? June - 29th June - 24th July - end of July - 10th August - 10th August - 6th September - 8th September - 1st — 5th October - 8th October - 10th October - 11th October - ? October - 22nd October - 22nd — 30th October - 23rd October - 24th October - 27th — 28th October - 28th October - 30th October - ? October - 2nd November - 6th November - 22nd December - ? December \| * Прибули з: - Krychów (labour camp) - Komarów - Opole Lubelskie - Dęblin — Irena - Ryki - Józefów - Baranów - Końskowola - Markuszów - Łęczna - Michów - Opole Lubelskie - Turobin - Puławy - Żółkiewka - Gorzków - Krasnystaw - Izbica - Zamość - Siedliszcze - Chełm - Włodawa - Chełm - Łysobyki - Wąwolnica - Kraśniczyn - Rudnik - Wysokie - Cyców - Krasnystaw - Hrubieszów - Bełżec - Dubienka - Kraśniczyn - Hrubieszów - Grabowiec - Uchanie - B. Podlaska - Cyców - Sławatycze - Dubeczno - Olchowiec - Pawłów - Sawin - Krzywowierzba - Kraśniczyn - Majdanek - Włodawa - Chełm - Rejowiec - Żółkiewka - Ustrzyki - Ryczywół - Puchaczów - Izbica - Rejowiec - Lubartów - Wojsławice - Siedliszcze - Piaski / Izbica *) - Łęczna - Włodawa - Chełm - Hrubieszów - Włodawa - Bełżyce / Bychawa - Izbica - Chełm - Staw - Dubeczno \| * Кількість в'язнів - 250 - 2000 - 2000 - 2500 - 2500 - 1270 - 1500 - 1580 - 1500 - 200 - 2500 - 2000 - 2000 - 2500 - 1000 - 2000 - 3400 - 400 - 5000 - 630 - 2300 - 1200 - 1500 - 500 - 500 - 1000 - 3049 - 1000 - 2670 - 800 - 500 - 1200 - 1650 - 3000 - 500 - 1000 - 5000 - hundreds of children - 300 - 2000 - 1000 - 69 - 150 - 1500 - 2400 - 3000 - 1200 - 500 - 5000 - 3000 - 5000 - 3000 - 2000 - 500 - 7000 - 1750 - 10000 - 800 - 650 \| | У 1943 році в табір прибуло: | |
| * Прибуття ешелону - mid-April - 3rd May - 5th May - 6th May - 7th May - 7th May - 8th May - 8th May - 9th May - 9th May - 10th May - 12th May - 12th May - ? May - * 12th — 15th May - 13th — 14th May - 14th — 15th May - 15th May - 15th — 16th May - 18th May - 21st — 23rd May - 23rd May - 25th — 30th May - ? May - ? May - ? May - ? May - ? May - ? May - ? May - 1st — 2nd June - 2nd June - June - 6nd June - 7th — 9th June - 8th June - 10th June - 10th −13th June - ? June - ? June - ? June - ? June - ? June - ? June - ? June - ? June - 29th June - 24th July - end of July - 10th August - 10th August - 6th September - 8th September - 1st — 5th October - 8th October - 10th October - 11th October - ? October - 22nd October - 22nd — 30th October - 23rd October - 24th October - 27th — 28th October - 28th October - 30th October - ? October - 2nd November - 6th November - 22nd December - ? December | * Прибули з: - Krychów (labour camp) - Komarów - Opole Lubelskie - Dęblin — Irena - Ryki - Józefów - Baranów - Końskowola - Markuszów - Łęczna - Michów - Opole Lubelskie - Turobin - Puławy - Żółkiewka - Gorzków - Krasnystaw - Izbica - Zamość - Siedliszcze - Chełm - Włodawa - Chełm - Łysobyki - Wąwolnica - Kraśniczyn - Rudnik - Wysokie - Cyców - Krasnystaw - Hrubieszów - Bełżec - Dubienka - Kraśniczyn - Hrubieszów - Grabowiec - Uchanie - B. Podlaska - Cyców - Sławatycze - Dubeczno - Olchowiec - Pawłów - Sawin - Krzywowierzba - Kraśniczyn - Majdanek - Włodawa - Chełm - Rejowiec - Żółkiewka - Ustrzyki - Ryczywół - Puchaczów - Izbica - Rejowiec - Lubartów - Wojsławice - Siedliszcze - Piaski / Izbica *) - Łęczna - Włodawa - Chełm - Hrubieszów - Włodawa - Bełżyce / Bychawa - Izbica - Chełm - Staw - Dubeczno | * Кількість в'язнів - 250 - 2000 - 2000 - 2500 - 2500 - 1270 - 1500 - 1580 - 1500 - 200 - 2500 - 2000 - 2000 - 2500 - 1000 - 2000 - 3400 - 400 - 5000 - 630 - 2300 - 1200 - 1500 - 500 - 500 - 1000 - 3049 - 1000 - 2670 - 800 - 500 - 1200 - 1650 - 3000 - 500 - 1000 - 5000 - hundreds of children - 300 - 2000 - 1000 - 69 - 150 - 1500 - 2400 - 3000 - 1200 - 500 - 5000 - 3000 - 5000 - 3000 - 2000 - 500 - 7000 - 1750 - 10000 - 800 - 650 |

### Експлуатація табору та «продукція»
Табір поділявся на три основні частини — «підтабори», в кожного було своє, строго визначене призначення. В першому містився робочий табір (майстерні і житлові бараки). В іншому — перукарний барак і склади, де зберігали і сортували речі вбитих. У третьому знаходилися газові камери, де вмертвляли людей. На відміну від інших таборів смерті в газовій камері Собібору німці використовували не спеціальні отруйні речовини, а чадний газ. Для цієї мети у прибудові до газової камери було встановлено декілька старих танкових двигунів, при роботі яких виділявся чадний газ і подавався трубами в газову камеру.
Більшість в'язнів, що привозилися в табір, умертвляли того ж дня у газових камерах. Лише незначну частину залишали живими і використовували на різних роботах в таборі.
Протягом півтора року дії табору в ньому було вбито близько 250 000 євреїв.

### Повстання

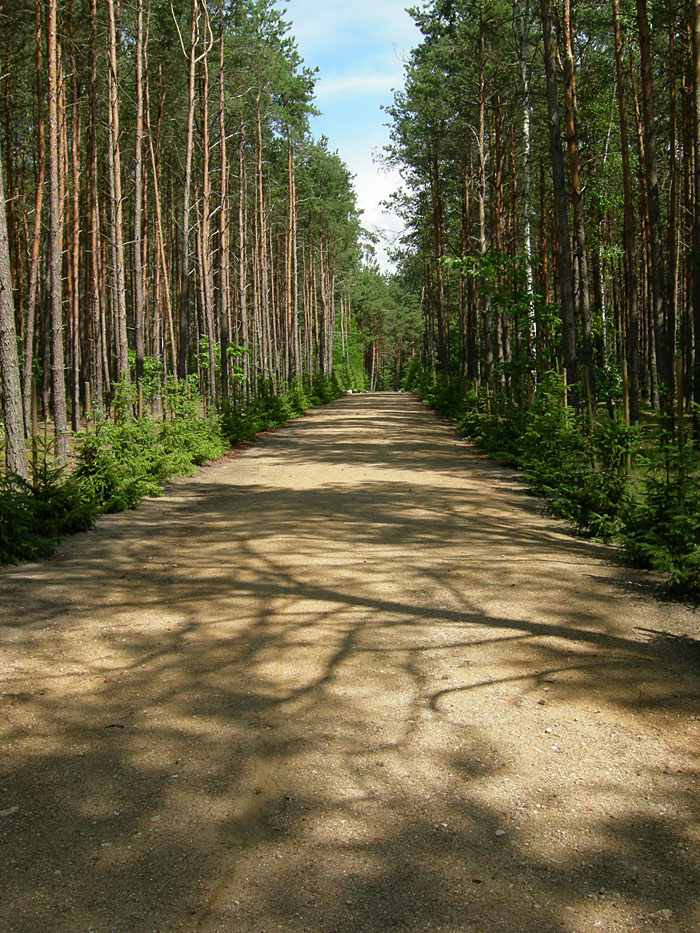
Собібор: «HimmelStraße» — Дорога до неба (2007). Меморіальний комплекс в Собіборі було споруджено за кошти виділені для цього урядом королівства Нідерланди

У таборі діяло підпілля, що планувало втечу в'язнів з робочого табору.
У вересні 1943-го серед привезених в робочий табір євреїв з Мінська, була група радянських військовополонених. Один з них, лейтенант Олександр Печерський, став організатором і керівником повстання.
14 жовтня 1943 року в'язні табору смерті здійняли повстання. Згідно з планом Печерського в'язні повинні були таємно, по-одному ліквідувати есесівський персонал табору, а потім оволодівши зброєю, що знаходилася на складі табору, перебити охорону. План вдався лише частково — повстанці змогли вбити 11 есесівців з персоналу табору, але заволодіти збройним складом не вдалося. Охорона відкрила вогонь по в'язнях і вони були змушені прориватися з табору через мінні поля. Їм вдалося перейти охорону і відійти в ліс.
З майже 550 в'язнів робочого табору 130 не брали участі в повстанні (залишилися в таборі), приблизно 80 загинули при втечі. Решті вдалося втекти. Ті, хто залишився в таборі, були вбиті німцями наступного дня.
У наступні два тижні після втечі німці влаштували справжнє полювання на втікачів, у якому брала участь німецька військова поліція. В ході пошуку було віднайдено 170 втікачів, усі вони були зразу ж розстріляні. На початку листопада 1943-го німці припинили активні пошуки.
Повстання в Собіборі виявилося єдиним вдалим концтабірним повстанням за всі роки Другої світової війни. Зразу після втечі в'язнів табір було закрито і стерто з лиця землі. На його місці німці засадили капустяне та картопляне поле.
До кінця війни дожили 53 учасники повстання. Останній із них, Аркадій Вайспапір, помер у Києві 11 січня 2018 на 96-му році життя.

## Персонал табору

### Коменданти табору

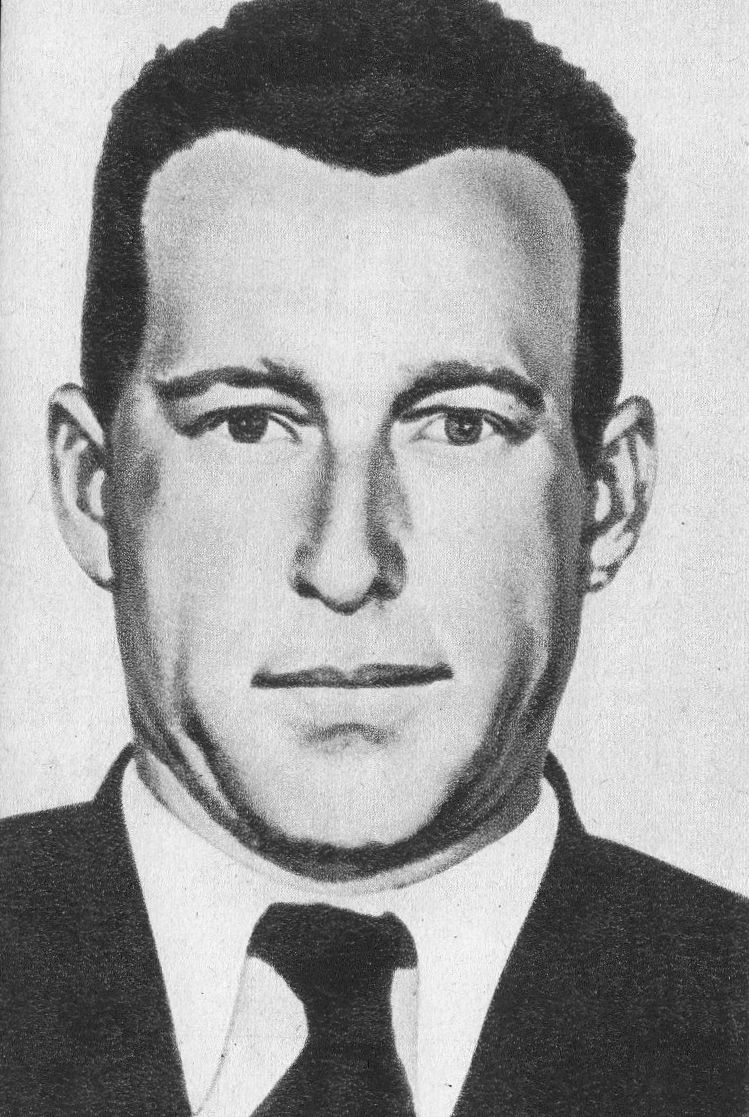
Франц Штангль

- Франц ШтангльФранц Штангль — Гауптштурмфюрер СС, був комендантом концентраційних таборів — Собібор та Треблінка. Народився 26.03.1908 р. в містечку Альтмюнстер в Австрії в сім'ї військовослужбовця. В березні 1938 р. вступив в NSDAP в Австрії. В листопаді 1940 р. покликаний до Берліна, де йому було доручено по лінії SS керувати здійсненням програми евтаназії(умертвіння) в інституті в Хартгеймі, поблизу Лінца. За допомогою евтаназії передбачалося знищувати психічнохворих і важкохворих людей, які не піддаються лікуванню. В березні 1942 р. керував створенням концентраційного табору Собібор, а через два місяця став його комендантом і пробув на цій посаді до вересня цього ж року. У вересні 1942 р. призначений на посаду коменданта концентраційного табору смерті Треблінка. За час його керівництва табором там було знищено близько 700 (за іншими даними 900) тис. людей. В 1945 р. повернувся в Австрію, де був заарештований. В 1948 р. організував втечу і через Італію добрався в Сирію, де жив під власним прізвищем. В 1951 р. переїхав у Бразилію. Жив і працював у місті Сан-Паулу. На початку 60-х рр. його було ідентифіковано і заарештовано. В 1967 р. виданий владі Федеративної Республіки Німеччини. У 1970 р. засуджений до довічного позбавлення волі. Помер 28.06.1971 р. у в'язниці Дюссельдорфа.

### «Травники»
Численну групу персоналу табору становили охоронці, набрані й вишколені в концентраційному таборі для військовополонених Травники, які опісля всіх підготовчо-вишкільних процесів формувалися в підрозділи й на чолі з фольксдойче, підпорядковуючись СС командуванню цього регіону вирушали в різні місця, де були потрібні, як охоронні чи каральні підрозділи. Ці групи колишніх військовиків, переважно з полонених військовослужбовців Червоної Армії, вирушали, зазвичай, на об'єкти охоронного плану. З 5000-7000 тисяч «випускників» Травника близько 300—500 стали охоронцями концентраційних таборів. «Травники» (як їх ще спрощено нарекли ув'язнені, а згодом й історики), бувши вихідцями з СРСР, були різних національностей — росіяни, українці, поляки, кавказці, латиші, чехи, німці й навіть євреї. Але через певні суб'єктивні фактори (перебування в таборі, який був оточений українськими поселеннями, через суттєву частину вихідців з Радянської України, взяті в полон на території України та імітацію приїзду в українські землі для нібито нового заселення їх євреями, додатково післявоєнні україно-польські та українсько-радянські політичні конфлікти) все це вплинуло на спекулятивні приписування «травникам» суто етнічно-українську приналежність.
За часи існування концентраційно-винищувального табору Собібор, на його охорону та інші акції залучалося від 100 до 150 «травників». Точні цифри, як і повний їхній перелік важко відшукати, оскільки архівні дані щодо табору були частково знищені після закриття табору, а ті куці дані, що залишилися, були захоплені Червоною Армією й до сьогоднішніх днів неоприлюднені, хоча частина експертів вважає, що вони (матеріали) також були втрачені. Лише наприкінці 80-х років 20-го століття, через справу Дем'янюка в Ізраїлі та «відкриті» процеси в Києві — фахівцям стало зрозуміло, що частина таки архівних даних збереглася і знаходиться в архівах колишнього НКВС СРСР чи теперішнього ФСБ Росії.

### Єврейські робітничі командос
Німецьке командування, маючи практику концентраційних таборів ще до війни, а також вдосконаливши досвід радянської системи ГУЛАГу, зрозуміли, що було необхідно сформувати постійні робочі групи та групи наглядачів з числа ув'язнених, які би проводили всі необхідні операції й роботи в концентраційному таборі. Тоді як на німецьких військовиків лягали тільки охоронні, управлінські та частина каральних функцій.
Фахівці, з числа євреїв, мали змогу працювати на відповідних роботах в самому таборі чи за його межами, і лише у випадках серйозних захворювань вони також були страчені. Ще в Белжеці було організовано перший робочо-винищувальний табір, в якому його комендант Крістіан Вірт (Christian Wirth) розробив керівні принципи для Єврейських Робітничих Командос (Jewish Working Kommando's), а також контроль за цими єврейськими бригадами. Самі ці організовані бригади були розподілені на три види: «капо» — охоронно-наглядові функції, «робітники» — робочі бригади на території та за межами табору, «цеховики» — виробничі бригади з числа євреїв різних професій необхідних для функціонування цього табору (цирульники, лікарі, дантисти, кравці….)

#### «Капо»
Серед найбільш фізично-здорових євреїв (а також за містечково-територіальним принципом) відбиралося до 200 чоловіків для виконання наглядово-охоронних функцій — у самому таборі та поза його межами, ці бригади отримали наймення КАПО (CAPO). Слід зазначити, що значна частина наглядових дій в підтриманні порядку чи робітничих функцій у середовищі 3-х єврейських кампусів у самому таборі вчиняли саме ці групи, і більшість їх учасників перебули весь період у таборі, а згодом, по закінченню війни, повернулися на батьківщину (за винятком кількох груп, на які падали підозри щодо співпраці з повсталими — таки було знищено). Доля цих людей майже невідома, хоча частина з них вчиняла звірства, не менші за адміністрацію табору (тобто адміністрація табору «їхніми руками» вчиняла безпосередній, низовий контроль над повсякденним життям бараків), тоді як судових процесів щодо них не відбувалося, ця сторінка війни прихована та, поки що не розглянута істориками і фахівцями на належному рівні, оскільки бракує частини інформації, яка перебуває, поки, в засекречених архівах, під грифом неоприлюднення.
Щодо участі КАПО в таборі Собібор, історики дізнаються з куцих розповідей колишніх в'язнів концентраційного табору та кількох колишніх «Капо» чи інших робітників євреїв з таборових майстерень. Так за словами Моше Бахіра (Moshe Bahir) перших «Капо», які були при побудові табору та завезенні перших ешелонів ув'язнених — було знищено. Тоді як вже з наступних ешелонів відбиралося до 200 євреїв для КАПО-структури, адже табір розростався і кількість його «мешканців» збільшувалася що-кварталу. «Капо» були відповідальними за роботу ув'язнених, і ув'язнені повинні були підкорятися їх наказам. «Капо» носили жовті пов'язки з чорним надписом «CAPO», вони були озброєні кілками або батогами. Кожна команда-група «капо» була розподілена по різним сферам дій, і кожну підгрупу очолював «староста» (Vorarbeiter), який носив свій титул над чорною пов'язкою на руці. Есесівець з числа німецьких співробітників табору відповідав за роботу цих груп полонених.

## Пам'ять

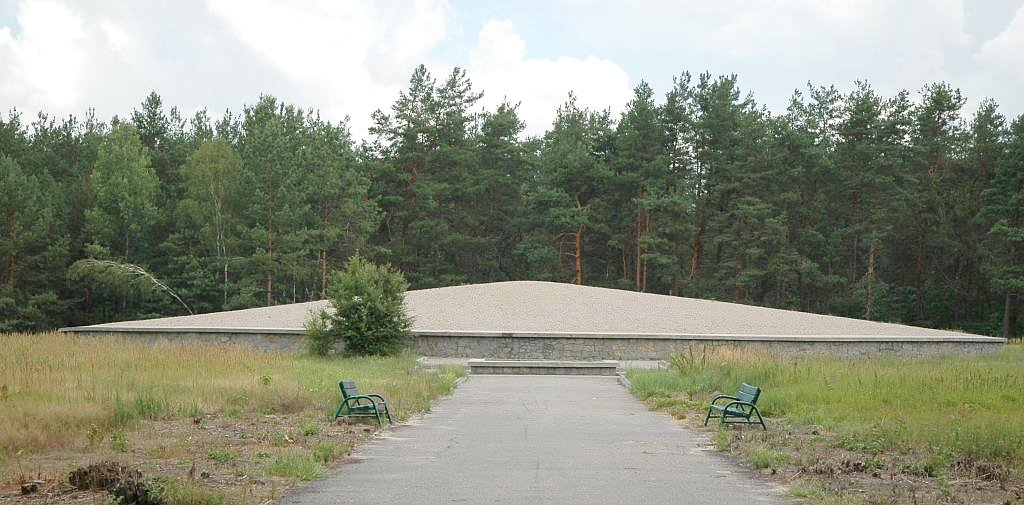
Мавзолей табору смерті в Собіборі

### Твори
Про табір Собібор і повстання написані книги:
- Михаїл Лев «Довгі тіні» (російською, переклад з їдиша)
- М. А. Лев «Собібор» (роман). В книзі «Собібор. Вен Ніт Ді Фрайнд Майне» (Собібор. Коли б не друзі мої, на їдиші). Видавництво Ісроел-бух: Тель-Авів, 2002.
- Томас Блат «З попелу Собібору» (на англійській)
- Річард Рашке «Втеча зі Собібору» (на англійській)
- Іцхак Арад «Белжець, Собібор, Треблінка» (на івриті)

### У кіно
«Втеча зі Собібору» — художній фільм 1987 року, знятий за книгою Річарда Рашке.
«Собібор» — художній фільм режисера Костянтина Хабенського (2018).